# Danièle Hervieu-Léger
 (février 2014).
Si vous disposez d'ouvrages ou d'articles de référence ou si vous connaissez des sites web de qualité traitant du thème abordé ici, merci de compléter l'article en donnant les références utiles à sa vérifiabilité et en les liant à la section « Notes et références ».
Pour les articles homonymes, voir Hervieu et Léger.
Danièle Hervieu-Léger, née le 3 février 1947 à Paris, est une sociologue des religions française, directrice d’études à l'École des hautes études en sciences sociales

## Biographie

### Jeunesse et études
Danièle Hervieu-Léger est titulaire d'une licence de droit de la faculté de droit de l'université de Paris. Elle est diplômée de l'Institut d'études politiques de Paris en 1967. Elle y prépare le concours de l'Ecole Nationale d'Administration avant de bifurquer, au lendemain de Mai 1968, vers des études de sociologie et d'anthropologie à la Sorbonne (université Paris-Descartes).
Elle est titulaire d'un doctorat en sociologie (université Paris-Descartes), et docteur d’État en lettres et sciences humaines (EHESS).

### Parcours professionnel
Elle a commencé sa carrière au Groupe de Sociologie des religions du CNRS, comme chargée, puis directrice de recherche, de 1974 à 1992.
Directrice d’études à l'École des hautes études en sciences sociales à partir de 1993, elle y a dirigé le Centre d'études interdisciplinaires des faits religieux (UMR EHESS/CNRS) de 1993 à 2004. Elle a été rédactrice en chef de la revue Archives de sciences sociales des religions de 1986 à 2004. Actuellement professeur émérite, elle est membre du Centre d'études en sciences sociales des religions (CeSor, UMR EHESS/CNRS).
Elle a été présidente de l'École des hautes études en sciences sociales de 2004 à 2009. Dans ces fonctions, elle a notamment participé très activement au lancement du projet de grand campus pour les sciences humaines et sociales dans la nouvelle carte universitaire du Grand Paris. Le projet est aujourd'hui en cours d'achèvement: le Campus Condorcet, réunissant un ensemble d'établissements d'enseignement supérieur et de laboratoires de recherche autour de l'Humathèque, grand équipement documentaire, a ouvert ses portes à Aubervilliers en 2020.
Elle est mariée avec Bertrand Hervieu, sociologue français, spécialiste des questions rurales et agricoles, ancien président de l'INRA. Elle est la mère de Benoît Hervieu-Léger, Judith Hervieu et Clément Hervieu-Léger, sociétaire de la Comédie-Française.

## Travaux
Spécialiste de sociologie des religions, Danièle Hervieu-Léger a consacré l'essentiel de ses recherches à la description sociologique et à l'interprétation théorique de la modernité religieuse : sécularisation, individualisation du croire, formes de religiosité et de communalisation, transformations des institutions. Les questions de l’utopie, de la mémoire et du changement religieux ont été les fils rouges de ses recherches depuis le début de sa carrière. Spécialiste du christianisme, elle a travaillé particulièrement sur les problèmes de transmission, de conversion et de formation des identités religieuses en modernité. Ses travaux les plus récents concernent les processus de dislocation et réaménagement de la matrice culturelle chrétienne des sociétés européennes, saisis, en particulier mais non exclusivement, à travers les phénomènes d'« exculturation » et de patrimonialisation du catholicisme romain. L'un de ses derniers livres propose, à partir du dossier du monachisme, une problématisation des modalités de composition des temps chrétiens (temps du monde, temps de l'Église, temps eschatologique) en modernité.
À propos du Temps des moines (PUF, 2017, 712 p.) :

« Les monastères refondés du XIXe siècle avaient épousé le rêve théologico-politique d’une reconquête de la chrétienté contre l’ordre nouveau issu de la Révolution française. Mise à mal par le processus de sécularisation attaché à l’affirmation des autonomies modernes, cette utopie s’est réinvestie, pour partie, dans l’idéal d’un monachisme œcuménique, œuvrant au dépassement des divisions des églises chrétiennes. Mais que reste-t-il aujourd’hui du potentiel utopique du monachisme,  confronté à l’amenuisement inéluctable des communautés ? À partir d’une enquête menée pendant cinq ans en terrain bénédictin et cistercien (masculin) français, l’ouvrage identifie quelques voies empruntées par les recherches contemporaines d’une requalification utopique du monachisme dans un contexte définitivement post-chrétien, du côté en particulier d’un style monastique écologique, liturgique et hospitalier. »

## Ouvrages
- De la mission à la protestation : l'évolution des étudiants chrétiens en France (1965-1970), Paris, Le Cerf, 1973
- Le retour à la nature : au fond de la forêt, l'État, avec Bertrand Hervieu, Paris, Le Seuil, 1979
- Des communautés pour les temps difficiles : néo-ruraux ou nouveaux moines, avec Bertrand Hervieu, préface de Jean Séguy, Paris, Le Centurion, 1981
- Le féminisme en France, Paris, le Sycomore, 1982
- Vers un nouveau christianisme : introduction à la sociologie du christianisme occidental, Paris, Le Cerf, 1986
- (dir.) Christianisme et modernité, avec Roland Ducret et Paul Ladrière, Paris, Le Cerf, 1990
- (dir.) De l'émotion en religion : renouveaux et traditions, avec Françoise Champion, Paris, Le Centurion, 1990
- (dir.) La religion au lycée : conférences au lycée Buffon, 1989-1990, Paris, Le Cerf, 1990
- (dir.) Religion et écologie, Paris, Le Cerf, 1993
- La religion pour mémoire, Paris, Le Cerf, 1993
- (dir.) avec Grace Davie, Identités religieuses en Europe, Paris, La Découverte, 1996
- La religion en mouvement : le pèlerin et le converti, Paris, Flammarion, 1999. Coll. Champs, 2001
- La religion en miettes ou La question des sectes, Paris, Calmann-Lévy, 2001
- Sociologies et religion : approches classiques, avec Jean-Paul Willaime, Paris, Presses universitaires de France, 2001
- Chrétiens, tournez la page (ouvrage collectif), Paris, Bayard, 2002.
- Catholicisme, la fin d'un monde, Paris, Bayard, 2003
- Qu'est-ce que mourir ? en collaboration avec Jean-Claude Ameisen et Emmanuel Hirsch, éditions le Pommier/Cité des sciences et de l'industrie, 2003
- (dir.) La modernité rituelle : rites politiques et religieux des sociétés modernes, avec Erwan Dianteill et Isabelle Saint-Martin, Paris - Budapest - Torino, l'Harmattan, 2004
- (dir.) Dictionnaire des faits religieux, avec Régine Azria, Paris, Presses universitaires de France, 2010
- Le temps des moines : clôture et hospitalité, Paris, Presses universitaires de France, 2017
- Religion, utopie et mémoire, Paris, Editions de l'EHESS, Coll. Audiographies, 2021
- Danièle Hervieu-Léger et Jean-Louis Schlegel, Vers l'implosion : Entretiens sur le présent et l'avenir du catholicisme, Seuil, 13 mai 2022 (EAN 9782021482133)
- Danièle Hervieu-Léger et Bertrand Hervieu, Le retour à la nature en vue des temps difficiles. L'utopie néorurale en France, La Tour d'Aigues, L'Aube, 2023 (republication en un seul volume des ouvrages de 1979 et 1981, avec préface : « 1970-2020. Continuités et déplacements des utopies néo-rurales », et postface : « Une enquête sur les néo-ruraux, quarante ans d'écart ».

## Distinctions
- Médaille d'argent du CNRS en 2001[3]
- Officier de la Légion d'honneur
- Officier de l'ordre national du Mérite
- Chevalier des Palmes académiques
- Docteur honoris causa de l'université d'Uppsala (Suède), de l'université d'Helsinki (Finlande), de l'université de Buenos Aires (UBA) (Argentine) et l'université catholique de Louvain (UCL) (Belgique).